# Le Grand Chaparral
Pour les articles homonymes, voir Chaparral (homonymie).
Le Grand Chaparral (The High Chaparral) est une série télévisée américaine en 97 épisodes de 52 minutes, créée par David Dortort et diffusée entre le 10 septembre 1967 et le 12 mars 1971 sur le réseau NBC.
En France, la série a été diffusée sous le titre Le Grand Chaparral, à partir du 2 août 1970 sur la deuxième chaîne de l'ORTF, puis rediffusée sur TMC, et au Québec, à partir du 10 septembre 1971 à la Télévision de Radio-Canada.

## Synopsis
Cette série met en scène les aventures d'une famille d'éleveurs de bétails, les Cannon, installés à Tucson dans l'Arizona, durant les années 1870. Implanté en territoire Apaches, Le Grand Chaparral est le nom du ranch dirigé par le chef de famille Big John. À ses côtés, son fils (issu d'un premier mariage), Billy Blue, sa seconde épouse Victoria Montoya (fille de Don Sebastian Montoya), son frère Manolito, Buck le frère de Big John et Sam Butler le contremaitre.

## Distribution
- Leif Erickson (VQ : Jean-Marie Lemieux) : John Cannon
- Cameron Mitchell (VF : Yves Massard ; VQ : Roland Chenail) : Buck Cannon
- Henry Darrow (VQ : Ronald France) : Manolito de Montoya
- Linda Cristal (VF : Évelyn Séléna ; VQ : Monique Miller) : Victoria Cannon
- Mark Slade (en) (VQ : Jean Besré) : Billy Blue Cannon (1967-1970)
- Frank Silvera : Sebastian de Montoya
- Don Collier (en) : Sam Butler
- Jack Elam (VF : Marc François) : Macklin (saison 2, épisode 8)

 Source et légende : version québécoise (VQ) sur Doublage.qc.ca

## Épisodes
85 épisodes ont été doublés, 12 restent inédits.
Les doublages français de certains épisodes sont perdus *
Certains épisodes possèdent deux titres français.

### Première saison (1967-1968)
1. le Grand Chaparral (Destination Tucson) *
2. L'arrangement (The Arrangement)
3. Le Fantôme de Chaparral (The Ghost of Chaparral)
4. Des prisonniers à échanger (Best Man for the Job)
5. Les Pieds nickelés (A Quiet Day in Tuscon)
6. Le Taureau blanc (Young Blood)
7. La Marche vers l'étang (Shadows on the Land)
8. Les Flibustiers (The Filibusteros)
9. Le Docteur de Dodge (The Doctor from Dodge)
10. L'Appel de l'ouest (Sudden Country)
11. Le fils du général est mort (A Hanging Offense)
12. Le prix de la vengeance (The Price of Revenge)
13. La Veuve (The Widow from Red Rock)
14. Le Marshal (Mark of the Turtle)
15. Le Piège (The Terrorist)
16. Le Peloton d'exécution (The Firing Wall)
17. Le Siège (The Assassins)
18. Le Désert (Survival)
19. Laisser l'or dormir (Gold Is Where You Leave It)
20. Le Beau Frère (The Kinsman)
21. La Selle mexicaine (Champion of the Western World)
22. En pays sauvage (Ride the Savage Land)
23. Les Indiens (Bad Day for a Thirst)
24. Le Tigre blessé (Tiger by the Tail)
25. Le Pacifiste (The Peacemaker)
26. Le chasseur de scalps (The Hair Hunter)
27. Sœur Maria (A Joyful Noise)
28. Le Crochet de fer (Threshold of Courage)

### Deuxième saison (1968-1969)
1. L'Étalon (The Stallio)
2. Dix Petits Indiens (Ten Little Indians)
3. Suis ton cœur (Follow Your Heart)
4. Titre français inconnu (Tornado Frances)
5. Les Dernières Cartouches (The Covey)
6. Terre promise (The Promised Land)
7. Monsieur Ebenezer (Ebenezer)
8. Au nord de Tucson (North to Tuscon)
9. Fourberie (The Deceivers)
10. Les Bisons noirs/Compagnie C (The Buffalo Soldiers)
11. La Farce ou le dindon (For What We Are About to Receive)
12. Une certaine justice (A Way of Justice) inédit en France
13. Notre dame de la Guadeloupe (Our Lady of Guadalupe)
14. Le Lézard noir (Sea of Enemies)
15. L'empreinte du vent  (Shadow of the Wind) *
16. L'Irlandais (No Irish Need Apply)
17. Les cent derniers miles (The Last Hundred Miles) Inédit en France
18. Les Soldats du ciel (The Glory Soldiers)
19. La Plume de l'aigle (Feather of an Eagle)
20. La Dispute (Once on a Day in Spring)
21. Le Chameau (Stinky Flanagan)
22. Affaires Indiennes (Surtee)
23. Un certain Kilroy (A Fella Named Kilroy)
24. Une affaire d'honneur (No Bugles, No Drums)
25. Le Lion endormi (The Lion Sleeps)
26. Carlito (For the Love of Carlos)

### Troisième saison (1969-1970)
1. Le Plus Beau Jour de ta vie (Time of Your Life)
2. Mercédes (A Time to Laugh, a Time to Cry)
3. Les Frères Cannon (The Brothers Cannon)
4. Titre français inconnu (A Piece of Land)
5. Une journée difficile (Bad Day for Bad Men)
6. Corazone (To Stand for Something More)
7. La Mine abandonnée (Trail to Nevermore)
8. La Promesse (Apache Trust)
9. Senorita Charlie (Lady Fair)
10. Un indien mort (The Lost Ones)
11. L'Héritage (The Legacy)
12. L'Alliance (Alliance)
13. Un remède de cheval (The Little Thieves)
14. Ombres sur Chaparral (The Long Shadow)
15. Docteur Kendel (The Journal of Death)
16. Les deux font la paire/Les héros sont fatigués (Friends and Partners)
17. Le Contremaître (Jelks)
18. La Ballade de Johnny Rondo (The Guns of Johnny Rondo)
19. Ma maison est la tienne (Mi Casa, Su Casa)
20. Le Jeune Lieutenant (The Lieutenant)
21. Le Shérif Adjoint (The Reluctant Deputy)
22. La Nouvelle serveuse (New Hostess in Town)
23. Le Grand Patron (Too Many Chiefs)
24. Le Bon Vieux Temps (Auld Lang Syne)
25. Generation (Generation)
26. Le Dernier Mot (No Trouble at All)

### Quatrième saison (1970-1971)
1. Vengeance (An Anger Greater than Mine)
2. Une Petite ville tranquille (Spokes)
3. Peon (Only the Bad Come to Sonora)
4. Courant d'air (Wind)
5. Survivre (A Matter of Survival)
6. Le Plus Rapide de l'Ouest (It Takes a Smart Man)
7. Viva Jaurez (A Good Sound Profit)
8. Erreur judiciaire (Too Late the Epitaph)
9. La Haine (The Forge of Hate)
10. La Fiesta (Fiesta)
11. Question de vengeance (A Matter of Vengeance)
12. Pale Guerrier (Pale Warrior)
13. Insigne (The Badge)
14. Succession (The New Lion of Sonora)
15. Otages (Sangre)
16. Hold-Up (The Hostage)
17. L'Échange (A Man to Match the Land)

## Récompenses
- Golden Globe Award 1970 : Meilleure actrice dans une série dramatique pour Linda Cristal